# Nihonogomphus luteolatus
Nihonogomphus luteolatus là loài chuồn chuồn trong họ Gomphidae. Loài này được Chao & Liu mô tả khoa học đầu tiên năm 1990.